# ヨハン・ハリ
ヨハン・エドゥアルド・ハリ(Johann Eduard Hari、1979年1月21日 - )は、スイス・イギリス系の作家またジャーナリストである。彼はインデペンデントとハフポストを含む多くの出版物を持ち、薬物戦争、君主制、うつ病を扱った著作も書いている。また、TEDトークでは依存症について語った。彼のジャーナリズムは、直接彼に語ったかのような他の情報源からの引用を含む、多くの例によって盗作として非難の対象となった。彼は当初は否定し、後に認めた。